# Mukobwabo
Mukobwabo är ett periodiskt vattendrag i Burundi.   Det ligger i provinsen Cankuzo, i den östra delen av landet, 140 km öster om huvudstaden Bujumbura.
Omgivningarna runt Mukobwabo är en mosaik av jordbruksmark och naturlig växtlighet. Runt Mukobwabo är det ganska tätbefolkat, med 67 invånare per kvadratkilometer.